# Syndikus
Als Syndikus (von altgriechisch σύνδικος ‚Verwalter einer Angelegenheit‘, Mehrzahl Syndici) bezeichnet man einen Rechtsanwalt oder Patentanwalt, der im Rahmen eines Arbeitsverhältnisses bei einem nichtanwaltlichen Arbeitgeber wie einem Unternehmen, Verband, einer Berufsständischen Körperschaft oder einer Stiftung beschäftigt ist. Der Gesetzgeber verwendet seit 2016 den Begriff Syndikusrechtsanwalt (vgl. § 46 Bundesrechtsanwaltsordnung) bzw. Syndikuspatentanwalt (vgl. § 41b Patentanwaltsordnung). Auch die Bezeichnung Syndikusanwalt wird gelegentlich verwendet.

## Abgrenzung
Während der Begriff Justitiar alle Formen juristischer Sachbearbeitung im Unternehmen ohne gesonderte Zulassung der Rechtsanwaltskammer kennzeichnet und beide juristischen Staatsexamina nicht zwingend voraussetzt, unterliegt der Syndikus im deutschen Recht dem Berufsrecht der Rechtsanwälte bzw. Patentanwälte, erfordert also das Bestehen der Zweiten Juristischen Staatsprüfung (bei Syndikusrechtsanwälten) bzw. der Patentassessorenprüfung nach § 8  Patentanwaltsordnung (bei Syndikuspatentanwälten). Mit erfolgter Zulassung gehört er zur Rechts- bzw. Patentanwaltschaft, ihm stehen alle anwaltlichen Berufsrechte und -pflichten zu.

## Berufsbild
Die vom Bundesverfassungsgericht initiierte sogenannte Doppelberufs- oder Zweitberufstheorie, wonach die Syndikustätigkeit und die Rechts- bzw. Patentanwaltstätigkeit zwei verschiedene Formen der Berufsausübung darstellten, wurde in der Zwischenzeit immer mehr aufgeweicht und im Ergebnis fast aufgehoben. Auch die Rechtsprechung sah die Tätigkeit des Syndikus als einheitliche Form der anwaltlichen Berufsausübung. Dieser Rechtsprechung ist der EuGH in der Sache C-550/07 P Akzo/Nobel und im Jahr 2011 der BGH jedoch aktiv entgegengetreten und hat an der strengen Doppelberufstheorie festgehalten. Kritiker werfen dem BGH dabei vor, den Blick vor der Realität und den tatsächlichen Verhältnissen zu verschließen.
Syndikusrechtsanwälte beraten ihren Arbeitgeber in allen unternehmensbezogenen Fragen bezüglich Mitarbeitern, Kunden und Dritten. Klassische Rechtsfelder sind etwa das Arbeitsrecht, Vertragsrecht, Haftungs- oder Versicherungsfragen. Syndikuspatentanwälte beraten ihren Arbeitgeber in allen unternehmensbezogenen Fragen zum gewerblichen Rechtsschutz, insbesondere auf den Gebieten des Patent-, Gebrauchsmuster-, Marken-, Design- und Sortenrechtsschutzes, sowie im Arbeitnehmererfindungs- und Wettbewerbsrecht. Je nach Unternehmensart und -größe variieren Breite und Tiefe der juristischen Aufgaben von Syndizi.

## Geschichte

### Mittelalter und Frühe Neuzeit
Im Mittelalter und in der Frühen Neuzeit war ein Syndikus für die Rechtsgeschäfte einer Stadt oder einer Gebietskörperschaft zuständig. Er beriet Bürgermeister und Rat in juristischen Angelegenheiten und verfasste juristische Gutachten in deren Auftrag. Oft handelte es sich um Juristen, die an einer Universität das gemeine Recht (ius commune) – meist römisches Recht (corpus iuris civilis), gelegentlich aber auch noch kanonisches Recht – studiert hatten. Verfügte eine Stadt über einen Stadtschreiber (Kanzleivorsteher) mit entsprechender Rechtsbildung, so versah er die Aufgaben des Syndicus mit. Neben den städtischen Syndici gab es noch die Landschafts-Syndici. Diese wurden von den Ständen als Rechtsberater beschäftigt.
Eine weitere Form der Syndici waren die Kreissyndici. Im Alten Reich war ein Kreissyndikus entweder ein gewählter Jurist auf Ebene der Reichskreise oder ein Advokat eines Kreises beim Reichskammergericht. Auch andere juristische Vertreter eines Kreises bei Prozessen wurden Kreissyndikus genannt. Nach Auflösung des Alten Reiches war ein Kreissyndikus auch ein beamteter Rechtsbeistand in einem Kreis, wobei Kreis hier eine untere Verwaltungseinheit beschreibt.

### Syndicus in den Hansestädten
Der Syndicus (früher auch Stadtsyndicus) in Bremen und Rostock oder der Senatssyndicus in Hamburg nahmen in den Freien Städten Bremen und Hamburg nach Lübecker Vorbild als Rechtsgelehrte und später Juristen ein Staatsamt wahr. Heute ist die Stelle auch mit der eines Staatsrats und Vertreter eines Senators in seiner Dienststelle und in Bremen auch im Senat vergleichbar.
Siehe auch:
- Syndicus der Hansestadt Lübeck als Staatsamt bis 1851
- Senatssyndicus in Hamburg als Staatsamt
- Syndicus der Freien Hansestadt Bremen als Staatsamt

### Geschäftsführer
Der Geschäftsführer einer Berufsvertretung, einer Genossenschaft und auch der Rechts-Sachverständige eines Wirtschaftsunternehmens nannte sich in den 1920er Jahren und auch noch in den Nachkriegsjahren nach 1945 der verpflichtete Rechtsbeistand bei Handelskammern, Wirtschaftsverbänden und Stiftungen Syndikus.

## Deutsches Anwaltsrecht
Mit dem Gesetz zur Neuordnung des Rechts der Syndikusanwälte wurde das Recht der Syndizi zum 1. Januar 2016 neu geregelt. Sie werden als Syndikusrechtsanwälte gem. § 46 Bundesrechtsanwaltsordnung bzw. als Syndikuspatentanwälte gem. § 41b Patentanwaltsordnung zugelassen, wenn sie ihre Tätigkeit beim Arbeitgeber fachlich unabhängig und eigenverantwortlich ausüben.
Auf Antrag werden sie von der gesetzlichen Rentenversicherungspflicht befreit. Ihre Altersvorsorge ist dann über ein berufsständisches Versorgungswerk sicherzustellen.
Wegen der naheliegenden Interessenkollision zwischen der Einbindung in den Betrieb und der Weisungsgebundenheit einerseits und der freien Berufsausübung andererseits dürfen deutsche Syndikusanwälte vor Gericht weitestgehend nicht für ihren Arbeitgeber anwaltlich tätig werden, vgl. § 46c Bundesrechtsanwaltsordnung. Ähnlich ist es dem Syndikuspatentanwalt nicht möglich, seinen Arbeitgeber in Straf- oder Bußgeldverfahren gerichtlich zu verteidigen oder zu vertreten (§ 41d Patentanwaltsordnung).